# 세코눙그
세코눙그(고대 노르드어: sækonungr)는 "해상왕(영어: sea-king)"이라는 뜻으로, 노르드 사가에서 몇몇 강력한 바이킹 족장들에게 부여된 칭호이다.
이 칭호를 받은 자들로는 스웨덴의 왕(윙그비, 요룬드 등)이나 왕의 아들들(레필 등), 또는 작위의 정점에 서지는 않았으나 매우 강력했던 이들(효르바르드, 윌핑 등)이 있다. 마지막 유형의 존재들은 한 나라를 제압하고 왕을 참칭하기도 했다. 그 예로는 스웨덴 왕 오스텐을 죽인 쇨베, 스웨덴 왕 후겔레이크를 죽인 하키가 있다. 그러나 쇨베와 하키는 모두 백성들의 지지를 받지 못하여 결국 도로 축출되었다.

## 이름의 암송에 언급되는 세코눙그 목록
| - 알리(Ali) - 아스문드(Asmund) - 아탈(Atal) - 아티(Ati) - 아틀리(Atli) - 아우드문드(Audmund) - 베이미(Beimi) - 베이무니(Beimuni) - 베이티(Beiti) - 부들리(Budli) - 뷔르빌(Byrvil) - 에킬(Ekkil) - 엔딜(Endill) - 프로디(Frodi) - 에위네프(Eynef) | - 가우피(Gaupi) - 게이르(Gæir) - 가우티(Gauti) - 가우트레크(Gautrek) - 게이티르(Geitir) - 게스틸(Gestil) - 규키(Gjuki) - 글라미(Glammi) - 고르(Gor) - 구드문드(Gudmund) - 귈피(Gylfi) - 하그바르드(Hagbard) - 하키(Haki) - 할프(Half) - 하레크(Harek) | - 헤이티(Heiti) - 헤믈리르(Hemlir) - 히오롤프(Hiorolf) - 햘마르(Hjalmar) - 흐네피(Hnefi) - 호그니(Hogni) - 호마르(Homar) - 호르비(Horvi) - 흐라우드니르(Hraudnir) - 흐라우둥(Hraudung) - 훈(Hun) - 훈딩(Hunding) - 흐비팅(Hviting) - 헤미르(Hæmir) - 이오레크(Iorek) | - 킬문드(Kilmund) - 레이피(Leifi) - 롱호른(Longhorn) - 륑그비(Lyngvi) - 메비(Mævi) - 메빌(Mævil) - 메이티(Meiti) - 모이르(Moir) - 뮈싱그(Mysing) - 노리(Nori) - 네필(Næfil) - 레필(Ræfil) - 란드베르(Randver) - 라크니(Rakni) - 레이프니르(Reifnir) | - 레르(Rer) - 로디(Rodi) - 로크비(Rokkvi) - 스케필(Skefil) - 스케킬(Skekkil) - 솔시(Solsi) - 솔비(Solvi) - 소르비(Sorvi) - 스베이디(Sveidi) - 테이티(Teiti) - 트빈닐(Thvinnil) - 반딜(Vandil) - 빈닐(Vinnil) - 비르필(Virfil) - 윙그비(Yngvi) |

## 참고 자료
- Names of Sea-Kings ("Heiti Sækonunga") by Björn Sigfússon in Modern Philology, Vol. 32, No. 2 (Nov., 1934), pp. 125-142